# Кабинет Сипиля
Кабинет Сипиля (фин. Sipilän hallitus, швед. Regeringen Sipilä) — 74-й кабинет министров Финляндии, который возглавляет Юха Сипиля. Сформирован 28 мая 2015 года и одобрен Президентом Саули Нийнистё 29 мая 2015 года, когда закончил свои полномочия кабинет министров во главе с Александром Стуббом. 8 марта 2019 года правительство подало в отставку, которая была принята президентом (при этом правительство продолжило исполнять свои обязанности как временное переходное правительство). Завершил свою работу кабинет Сипиля 6 июня 2019 года, в тот же день президентом Финляндии был утверждён новый кабинет (так называемый кабинет Ринне).
В составе кабинета изначально было 14 министров, в том числе 9 мужчин и 5 женщин. 4 июня 2015 года 114 голосами «за» при 72 «против» (13 депутатов отсутствовали) правительство получило вотум доверия Эдускунты.
Распределение постов министров в кабинете Сипиля между парламентскими партиями на момент создания правительства было следующим:
| - Финляндский Центр: премьер-министр, министр местного самоуправления и реформ, министр сельского хозяйства и окружающей среды, министр транспорта и коммуникаций, министр экономического развития, министр семьи и социальных услуг; | 6 |
| - Истинные финны: министр иностранных дел, министр труда и юстиции, министр обороны, министр социальных дел и здравоохранения; | 4 |
| - Национальная коалиция (Кокоомус): министр внешней торговли и развития, министр внутренних дел, министр финансов, министр образования и культуры.                                                                                    | 4 |

Серьёзный кризис во взаимоотношениях между участвующими в правительстве партия возник в ноябре 2015 года в ходе переговоров о реформе соцздрава. Сроки окончания переговоров неоднократно сдвигались, при этом Юха Сипиля заявлял о возможном роспуске правительства. Несмотря на то, что компромиссное решение всё же было найдено, представители правительственных партий заявили, что взаимодоверие внутри правительства подорвано.

## Изменения в правительстве
22 июня 2016 года президент Финляндии Саули Нийнистё назначил новых министров от Коалиционной партии: на пост министра финансов заступил председатель коалиционеров Петтери Орпо, министром внешней торговли и развития стал депутат первого созыва Кай Мюккянен, а министром внутренних дел — Паула Рисикко; Александр Стубб и Ленита Тойвакка были освобождены от министерских должностей.
29 декабря 2016 года на посту министра экономического развития Олли Рена (Финляндский центр), который с начала 2017 года стал директором Банка Финляндии, сменил Мика Линтиля.
В 2017 году в результате разделения некоторых министерских постов кабинет пополнился тремя новыми министрами: Яри Леппя (Финляндский Центр) стал министром сельского и лесного хозяйства, Антти Хяккянен (Кокоомус) — министром юстиции, а Сампо Терхо (Истинные финны) — министром по вопросам ЕС, культуры и спорта. Президентом Финляндии они были утверждены на своих постах 5 мая 2017 года.
В июне 2017 года в партии Истинные финны произошёл раскол, в результате которого 20 членов парламентской фракции этой партии сформировали новую фракцию под названием «Новая альтернатива», в неё, в частности, вошли все действующие министры кабинета Сипиля; позже на основе «Новой альтернативы» была сформирована новая партия «Синее будущее», которая 15 ноября 2017 года была зарегистрирована Министерством юстиции Финляндии и внесена в партийный реестр.
В феврале 2018 года министр внутренних дел Паула Рисикко была избрана спикером эдускунты. Вместо неё на эту должность был назначен министр Кай Мюккянен; на посту министра внешней торговли его сменила Анне-Мари Виролайнен.

## Состав кабинета министров
| Министр                                                       | Министр                                                                                            | Срок полномочий                                              | Партия | Партия                 |
| ------------------------------------------------------------- | -------------------------------------------------------------------------------------------------- | ------------------------------------------------------------ | ------ | ---------------------- |
|                                                               | Премьер-министр Финляндии Сипиля, Юха                                                              | 29.05.2015 —                                                 |        | Финляндский Центр      |
| Министерство иностранных дел Финляндии                        | |                                                              |        |                        |
|                                                               | Министр иностранных дел Финляндии и заместитель премьер-министра Сойни, Тимо                       | 29.05.2015 —                                                 |        | Синее будущее          |
| Министерство внешней торговли и развития Финляндии            | |                                                              |        |                        |
|                                                               | Министр внешней торговли и развития Финляндии Тойвакка, Ленита Мюккянен, Кай Виролайнен, Анне-Мари | 29.05.2015 — 22.06.2016 22.06.2016 — 11.02.2018 12.02.2018 — |        | Кокоомус               |
| Министерство труда и юстиции Финляндии                        | |                                                              |        |                        |
|                                                               | Министр труда и юстиции Финляндии Линдстрём, Яри Хяккянен, Антти                                   | 29.05.2015 — 5.05.2017 5.05.2017 —                           |        | Синее будущее Кокоомус |
| Министерство внутренних дел Финляндии                         | |                                                              |        |                        |
|                                                               | Министр внутренних дел Финляндии Орпо, Петтери Рисикко, Паула Мюккянен, Кай                        | 29.05.2015 — 22.06.2016 22.06.2016 — 05.02.2018 12.02.2018 — |        | Кокоомус               |
| Министерство обороны Финляндии                                | |                                                              |        |                        |
|                                                               | Министр обороны Финляндии Ниинистё, Юсси                                                           | 29.05.2015 —                                                 |        | Синее будущее          |
| Министерство финансов Финляндии                               | |                                                              |        |                        |
|                                                               | Министр финансов Финляндии Стубб, Александр Орпо, Петтери                                          | 29.05.2015 — 22.06.2016 22.06.2016 —                         |        | Кокоомус               |
| Министерство местного самоуправления и реформ Финляндии       | |                                                              |        |                        |
|                                                               | Министр местного самоуправления и реформ Финляндии Вехвиляйнен, Ану                                | 29.05.2015 —                                                 |        | Финляндский Центр      |
| Министерство образования и культуры Финляндии                 | |                                                              |        |                        |
|                                                               | Министр по делам ЕС, культуры и спорта Финляндии Гран-Лаасонен, Санни Терхо, Сампо                 | 29.05.2015 — 5.05.2017 5.05.2017 —                           |        | Кокоомус Синее будущее |
| Министерство сельского хозяйства и окружающей среды Финляндии | |                                                              |        |                        |
|                                                               | Министр сельского хозяйства и окружающей среды Финляндии Тииликайнен, Киммо                        | 29.05.2015 —                                                 |        | Финляндский Центр      |
| Министерство транспорта и коммуникаций Финляндии              | |                                                              |        |                        |
|                                                               | Министр транспорта и коммуникаций Финляндии Бернер, Анне Вехвиляйнен, Ану                          | 29.05.2015 — 29.05.2019 29.05.2019 —                         |        | Финляндский Центр      |
| Министерство экономического развития Финляндии                | |                                                              |        |                        |
|                                                               | Министр экономического развития Финляндии Рен, Олли Линтиля, Мика                                  | 29.05.2015 — 29.12.2016 29.12.2016 —                         |        | Финляндский Центр      |
| Министерство социальных дел и здравоохранения Финляндии       | |                                                              |        |                        |
|                                                               | Министр социальных дел и здравоохранения Финляндии Мянтюля, Ханна Маттила, Пиркко                  | 29.05.2015 — 24.08.2016 25.08.2016 —                         |        | Синее будущее          |
| Министерство семьи и социальных услуг Финляндии               | |                                                              |        |                        |
|                                                               | Министр семьи и социальных услуг Финляндии Рехула, Юха Саарикко, Анника                            | 29.05.2015 — 10.07.2017 10.07.2017 — 6.06.2019               |        | Финляндский Центр      |